# Liste von Bootsklassen
Eine Bootsklasse im Sinne des Dachverbandes des Segelsports World Sailing (ehemals ISAF) umfasst Boote, die durch ihre Bauart geeignet sind, um gemäß den von World Sailing entwickelten und veröffentlichten Racing Rules of Sailing in einem sportlichen Wettkampf (Regatta) wettbewerbsfähig gegeneinander antreten zu können.
World Sailing unterscheidet dabei ganz allgemein Bootsklassen mit einheitlichen, mit begrenzenden und mit entwickelbaren Bauvorschriften, wobei diese Abgrenzungen nicht rigide, sondern fließend zu verstehen sind.

## Klassenregeln

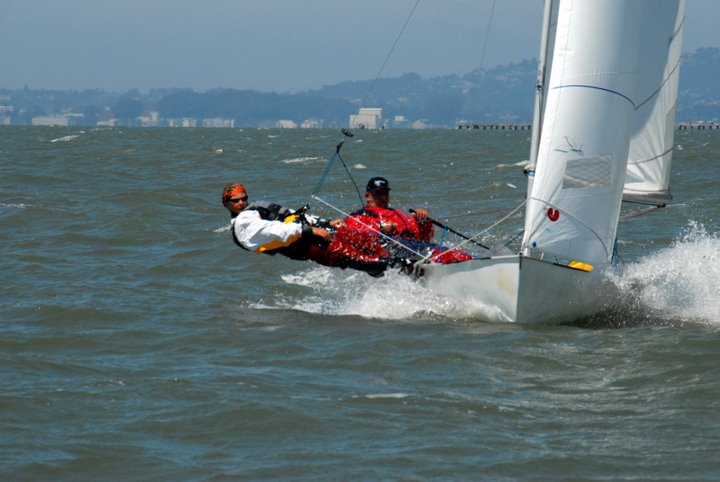
Offene Klassenregeln beim Int. FJ (Flying Junior)

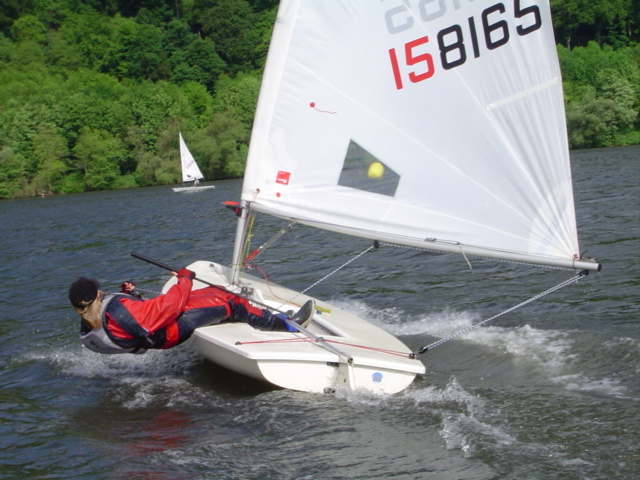
Einheitsklasse ILCA

Niedergelegt werden die Bauvorschriften in Klassenregeln, welche die Spezifikationen über das Boot und seine Benutzung sowie Angaben über die zugehörigen Boots-Zertifikate (beispielsweise den Messbrief) enthalten, aber auch über die Besatzung, deren persönliche Ausrüstung und dessen Gebrauch.
Klassenregeln und ihre Anwendung unterscheiden sich danach, ob sie offen oder geschlossen abgefasst sind. Bei offenen Klassenregeln ist allgemein alles erlaubt, was nicht innerhalb der Regeln verboten ist, sind sie geschlossen, dann ist im Gegenzug alles verboten, was nicht erlaubt ist.
Klassen mit einheitlichen Vorschriften (Einheitsklassen) geben sich eher geschlossene Regeln, solche mit begrenzenden oder entwickelbaren Vorschriften (Konstruktionsklassen) werden sich eher an offenen Regeln ausrichten. Wie sehr sich dabei eine Klasse begrenzt, zeigt sich an der Detailliertheit, mit der die Klassenregeln abgefasst sind.
So sind zum Beispiel der Flying Dutchman und der Int.-FJ (Flying Junior) Boote mit offenen Klassenregeln. Diese Regeln sind über weite Strecken jedoch sehr restriktiv. So galt etwa für den Int.-FJ (Flying Junior) noch bis 2004, dass die Millimeter-Toleranzen, die beim Bau des Rumpfes gewährt wurden, ausschließlich dazu gedacht waren, baubedingte Ungenauigkeiten bei der Verarbeitung von Holz auszugleichen. Mit der Einführung neuerer, genauerer Verarbeitungstechniken, beispielsweise bei der Kunststoffbauweise, hätten diese Toleranzen zur Optimierung des Rumpfes genutzt werden können. Dies war aber untersagt. Erst eine Änderung der Klassenregeln ordnete aufkommende Unsicherheiten in dieser Frage. Hingegen ist zum Beispiel die Art und Position der Beschläge in beiden Bootsklassen weitestgehend nicht vorgeschrieben.
Im Gegensatz dazu beinhalten geschlossene Klassenregeln wie zum Beispiel beim Laser oder 49er meist komplette Baupläne. Diese Boote dürfen in der Regel nur in Lizenz vom Konstrukteur gebaut werden.

## World Sailing Regularien
Bootsklassen, die sich den Regularien von World Sailing unterstellen, müssen Bedingungen erfüllen, um von dieser anerkannt zu werden. Sie benötigen dazu eine aktive Klassen- respektive Eignervereinigung, welche über eine Satzung verfügen muss, die sowohl von dem Equipment Committee als auch vom Constitution Committee von World Sailing zu genehmigen ist. Darüber hinaus benötigen sie die schon beschriebenen Klassenregeln, die ebenfalls World Sailing Kriterien genügen müssen, und es ist alljährlich der Nachweis zu erbringen, dass aktiv Regatten gesegelt werden.
Ebenso muss eine hinreichende Anzahl von Booten in unterschiedlichen Ländern und Kontinenten an Regatten teilnehmen. Um als anerkannte Klasse  geführt zu werden, müssen in mindestens vier Ländern oder in drei Ländern aus zwei Kontinenten aktive nationale Klassen-/Eignervereinigungen mit einer ausreichenden Anzahl an aktiven Mitgliedern bestehen.
Wenn mindestens sechs nationale Klassen-/Eignervereinigungen aus mindestens drei Kontinenten alle notwendigen Kriterien erfüllen, kann der Status einer internationalen Klasse beantragt und genehmigt werden. Internationale Klassen haben das Recht, Weltmeisterschaften unter World Sailing Regularien auszutragen.

## Olympia-Status

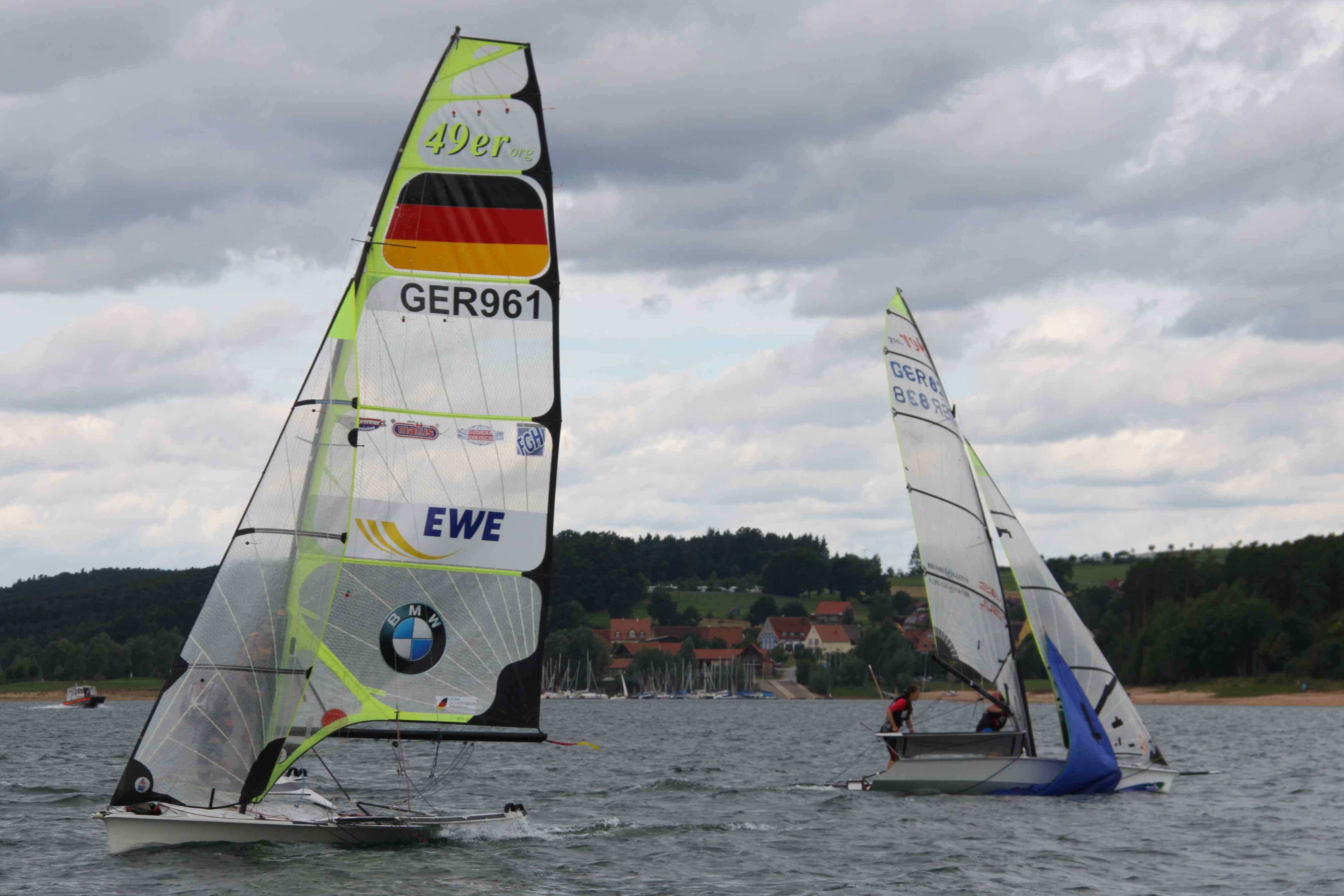
Olympischer 49er

Eine besondere Stellung nehmen die olympischen Bootsklassen ein. Segeln ist seit der zweiten neuzeitlichen Olympiade im Jahr 1900 olympische Disziplin, obwohl das Abhalten olympischer Segelwettbewerbe die Ausrichter vor nicht unerhebliche organisatorische und finanzielle Aufgaben stellt, da diese Wettbewerbe in der Regel nicht in direkter Nähe zu den anderen sportlichen Wettkämpfen abgehalten werden können.
Ob und mit wie vielen Medaillenwettkämpfen der Segelsport bei der folgenden Olympiade vertreten sein wird, entscheidet dabei das Internationale Olympische Komitee jeweils in einer Sitzung direkt nach den vorausgegangenen Olympischen Spielen. Im Nachgang dazu werden von World Sailing die Bootsklassen benannt, mit denen olympische Wettkämpfe ausgetragen werden. Der Status einer olympischen Bootsklasse ist dabei oft hart umkämpft und es kommt regelmäßig zu überraschenden Ergebnissen bei der Nominierung. Bei der Entscheidung von World Sailing spielt es dabei keine Rolle, ob die nominierte Bootsklasse über einen internationalen Status verfügt. Manchmal werden die olympischen Disziplinen in Ausscheidungswettbewerben vergeben und es können sich Neukonstruktionen bewerben, wenn nur ein Konzept zur Verbreitung der Bootsklasse hinreichend plausibel dargelegt werden kann.
Der Flying Dutchman war beispielsweise Gewinner einer solchen Ausscheidung, bevor er 1960 olympisch wurde und verlor den olympischen Status auf die gleiche Weise nach den Olympischen Spielen 1992 gegen die 49er-Klasse.
Für die Olympischen Spiele 2016 legte World Sailing am 3. Mai 2012 die 49erFX als Damen-Skiff fest. Die Skiff-Jolle besitzt den Rumpf des für Männer olympischen 49ers, hat aber ein kleineres Rigg. Das Schiff setzte sich bereits im ersten Wahlgang mit über 50 Prozent der Stimmen direkt durch. Durchgefallen sind der 29er XX und der RS900.

## DSV-Regularien
Um regionalen Besonderheiten gerecht zu werden, können nationale Seglerverbände als Mitglieder von World Sailing Bootsklassen als nationale Klassen anerkennen. In Deutschland wird diese Aufgabe vom Deutschen Seglerverband wahrgenommen. Der Deutsche Seglertag oder der Seglerrat spricht diese Anerkennung auf Vorschlag der zuständigen Fachausschüsse aus. Eine Nationale Klasse hat in der Regel auch einen Nationalen Verband (Klassenvereinigung).
Der DSV bestimmt dabei in einer Meisterschaftsordnung auch die Kriterien, die von Bootsklassen zu erfüllen sind, um nationale Meisterschaften austragen zu können. Derzeit sind die Kriterien des DSV zur Meisterschaftsfähigkeit einer Bootsklasse, bezogen auf die nationalen Verhältnisse, strikter als die Kriterien von World Sailing zur Erlangung des Status einer Internationalen Bootsklasse. So kann es dazu kommen, dass Bootsklassen wohl Weltmeisterschaften unter World Sailing Regularien austragen können, nicht jedoch Deutsche Meisterschaften unter DSV-Regularien. Ein Beispiel dafür ist der Topcat.

## Listen der Bootsklassen
Die nachfolgenden Listen fassen Bootsklassen entsprechend ihrem Status zusammen. Einige der Listen können sich von Zeit zu Zeit ändern, da Boote einen Status verlieren oder erlangen können, zudem werden immer wieder neue Bootsklassen entwickelt, die es einzugruppieren gilt. Die einzelnen Listen stellen deshalb lediglich einen Anhaltspunkt dar, verbindliche Informationen finden sich jeweils auf den Homepages der regulierenden Verbände.

### Olympische Bootsklassen seit 1936
| Bootsklasse                   | Personen | 1936 | 1948 | 1952 | 1956 | 1960 | 1964 | 1968 | 1972 | 1976 | 1980 | 1984  | 1988         | 1992         | 1996         | 2000         | 2004         | 2008         | 2012         | 2016         | 2020         | 2024   |
| ----------------------------- | -------- | ---- | ---- | ---- | ---- | ---- | ---- | ---- | ---- | ---- | ---- | ----- | ------------ | ------------ | ------------ | ------------ | ------------ | ------------ | ------------ | ------------ | ------------ | ------ |
| Drachen                       | 3        |      | X    | X    | X    | X    | X    | X    | X    |      |      |       |              |              |              |              |              |              |              |              |              |        |
| Europe                        | 1        |      |      |      |      |      |      |      |      |      |      |       |              | Damen        | Damen        | Damen        | Damen        |              |              |              |              |        |
| Elliott 6m                    | 3        |      |      |      |      |      |      |      |      |      |      |       |              |              |              |              |              |              | Damen        |              |              |        |
| Finn Dinghy                   | 1        |      |      | X    | X    | X    | X    | X    | X    | X    | X    | Offen | Herren       | Herren       | Herren       | Herren       | Herren       | Offen        | Herren       | Herren       | Herren       |        |
| Firefly                       | 1        |      | X    |      |      |      |      |      |      |      |      |       |              |              |              |              |              |              |              |              |              |        |
| Flying Dutchman               | 2        |      |      |      |      | X    | X    | X    | X    | X    | X    | Offen | Offen        | Offen        |              |              |              |              |              |              |              |        |
| ILCA 6 bis 2020: Laser Radial | 1        |      |      |      |      |      |      |      |      |      |      |       |              |              |              |              |              | Damen        | Damen        | Damen        | Damen        | Damen  |
| ILCA 7 bis 2020: Laser        | 1        |      |      |      |      |      |      |      |      |      |      |       |              |              | Offen        | Offen        | Offen        | Herren       | Herren       | Herren       | Herren       | Herren |
| Nacra 17                      | 2        |      |      |      |      |      |      |      |      |      |      |       |              |              |              |              |              |              |              | Mixed        | Mixed        | Mixed  |
| O-Jolle                       | 1        | X    |      |      |      |      |      |      |      |      |      |       |              |              |              |              |              |              |              |              |              |        |
| Sharpie                       | 2        |      |      |      | X    |      |      |      |      |      |      |       |              |              |              |              |              |              |              |              |              |        |
| Soling                        | 3        |      |      |      |      |      |      |      | X    | X    | X    | Offen | Offen        | Offen        | Offen        | Offen        |              |              |              |              |              |        |
| Star                          | 2        | X    | X    | X    | X    | X    | X    | X    | X    |      | X    | Offen | Offen        | Offen        | Offen        | Offen        | Herren       | Herren       | Herren       |              |              |        |
| Swallow                       | 2        |      | X    |      |      |      |      |      |      |      |      |       |              |              |              |              |              |              |              |              |              |        |
| Tempest                       | 2        |      |      |      |      |      |      |      | X    | X    |      |       |              |              |              |              |              |              |              |              |              |        |
| Tornado                       | 2        |      |      |      |      |      |      |      |      | X    | X    | Offen | Offen        | Offen        | Offen        | Offen        | Offen        | Offen        |              |              |              |        |
| Yngling                       | 3        |      |      |      |      |      |      |      |      |      |      |       |              |              |              |              | Damen        | Damen        |              |              |              |        |
| 470er                         | 2        |      |      |      |      |      |      |      |      | X    | X    | Offen | Herren Damen | Herren Damen | Herren Damen | Herren Damen | Herren Damen | Herren Damen | Herren Damen | Herren Damen | Herren Damen | Mixed  |
| 49er                          | 2        |      |      |      |      |      |      |      |      |      |      |       |              |              |              | Offen        | Offen        | Offen        | Herren       | Herren       | Herren       | Herren |
| 49erFX                        | 2        |      |      |      |      |      |      |      |      |      |      |       |              |              |              |              |              |              |              | Damen        | Damen        | Damen  |
| 5,5m-R-Klasse                 | 3–4      |      |      | X    | X    | X    | X    | X    |      |      |      |       |              |              |              |              |              |              |              |              |              |        |
| 6m-R-Klasse                   | 5–6      | X    | X    | X    |      |      |      |      |      |      |      |       |              |              |              |              |              |              |              |              |              |        |
| 8m-R-Klasse                   | 6        | X    |      |      |      |      |      |      |      |      |      |       |              |              |              |              |              |              |              |              |              |        |

### Internationale Bootsklassen

H-Boot

Star

Tornado

| Kielboote                  | Jollen 2 Pers.     | Einhandjollen              | Mehrrumpfboote |
| • 11m One Design           | • 29er             | • Contender                | • Dart 18      |
| • Platu 25                 | • 420er            | • Europe                   | • Hobie Cat    |
| • H-Boot                   | • 505er            | • Splash                   | • Topcat       |
| • Soling                   | • Cadet            | • OK-Jolle                 | • Nacra        |
| • Tempest                  | • Fireball         | • Topper                   | • Prindle      |
| • Melges 24                | • Flying Dutchman  | • Optimist                 | • Tornado      |
| • J/22                     | • Flying Junior    | • Zoom8                    | • A-Katamaran  |
| • J/24                     | • Laser II         | • Sunfish                  |                |
| • X-99                     | • Mirror           | • Byte CII                 |                |
| • Drachen                  | • Snipe            | • B14                      |                |
| • Etchells                 | • Vaurien          | • International Moth Class |                |
| • 5.5mR                    | • GP14             | • Musto Skiff              |                |
| • 6mR                      | • International 14 | • RS Tera                  |                |
| • 8mR                      | • Lightning        | • O’pen BIC                |                |
| • 12mR                     | • RS500            |                            |                |
| • International Access 2.3 | • RS Feva          |                            |                |
| • Access 303               | • Tasar            |                            |                |
| • Access Liberty           | • RS Vision        |                            |                |
| • International One Design |                    |                            |                |
| • Flying Fifteen           |                    |                            |                |
| • J/80                     |                    |                            |                |
| • Melges 32                |                    |                            |                |
| • Laser SB3 / SB20         |                    |                            |                |
| • Hai                      |                    |                            |                |
| • Star                     |                    |                            |                |
| • Yngling                  |                    |                            |                |
| • Microcupper              |                    |                            |                |
| • J/70                     |                    |                            |                |
| • Longtze Premier          |                    |                            |                |
| • Shark 24                 |                    |                            |                |
| • 606er                    |                    |                            |                |
Ausführliche Listen der internationalen Klassen auf der World Sailing Website

### Nationale Bootsklassen (DSV)

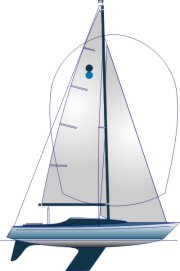
International 806

Dyas

| Kielboote      | Jollenkreuzer | Jollen 2 Pers.    | Einhandjollen | Mehrrumpfboote |
| • Kielzugvogel | • Fam         | • Hansa-Jolle     | • O-Jolle     | • Topcat       |
| • Monas        |               | • Teeny           |               |                |
| • Dyas         |               | • Ixylon          |               |                |
| • Trias        |               | • Jeton           |               |                |
| • Varianta     |               | • Korsar          |               |                |
|                |               | • Conger          |               |                |
|                |               | • Pirat           |               |                |
|                |               | • Schwertzugvogel |               |                |

### Weitere vom DSV anerkannte Bootsklassen

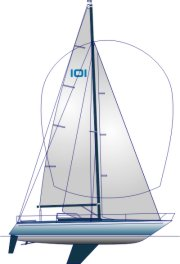
Aphrodite IOI, Dänische Nationale Klasse.

Es gibt noch weitere vom Deutschen Segler-Verband anerkannte Bootsklassen, die keinen der oben genannten Status erreicht (oder auch wieder verloren) haben. Sie werden wie folgt eingeteilt:
| Anerkannte Ausl. Klassen | Verbandsklassen     | Registrierte Klassen |
| • Nordisches Folkeboot   | • International 806 | • X-79               |
|                          | • Fighter           | • Albin Vega         |
|                          | • IF-Boot           | • Laser 5000         |
|                          | • Javelin           | • EFSIX 2000         |
|                          | • Lis               | • Albin Express      |
|                          | • Monarch           | • FUN                |
|                          | • Sailhorse         | • Microcupper        |
|                          | • Sprinta Sport     | • Neptun 22          |
|                          | • Sunbeam           | • Seggerling         |
|                          | • Tempo Scow        | • Shark 24           |
|                          | • Windy             | • Sharpie            |
|                          |                     | • Trainas            |
|                          |                     | • VB-Jolle           |
|                          |                     | • Chiemseeplätte     |

### Regionale Klassen

Dynamic (Diamant) 2000

Regionale Klassen sind oft auch von einem ausländischen nationalen Seglerverband als Klasse anerkannt, oder haben ein auf eine Region begrenztes aktives Klassenleben.
| Regionale Klassen |                                                             |
| • Aphrodite IOI   | (Dänische Nationale Klasse)                                 |
| • BM-Jolle        | (Kielboot, Niederländische 16-m²-"Jolle")                   |
| • Eikplast        | (Klasse in der früh. DDR)                                   |
| • Flash           | (Niederländische Nationale Klasse)                          |
| • Folke-Junior    | (Dänisches Jugendboot)                                      |
| • Force 5         | (Amerikanische Einhand-Einheitsklasse)                      |
| • Herzjolle       | (Dänische Nationale Klasse)                                 |
| • Knarr-Boot      | (Skandinavisches Kielboot)                                  |
| • Neptunkryssare  | (schwedisches Kielboot)                                     |
| • Rügenjolle      | (Klasse in der früh. DDR)                                   |
| • Spaekhugger     | (dänische Einheitsklasse)                                   |
| • Stjärnboot      | (Schwedisches Jugendboot)                                   |
| • Valk            | (Niederländisches Kielboot, größere Schwester der BM-Jolle) |
| • Yoxy            | (Klasse in der früh. DDR)                                   |
| • Centaur         | (Niederländisches offenes Kielboot)                         |
(Liste unvollständig)

### Werftklassen
Eine Werftklasse ist eine Einheitsklasse, deren Bauvorschriften durch eine Werft kontrolliert werden, die gleichzeitig im Besitz aller Rechte an dieser Klasse ist. Werftklassen stellen inzwischen den Löwenanteil an Neubauten und haben oftmals gar nicht mehr das Ziel eine einheitliche Klasse zu bilden, da es reine Fahrten- oder Charterjachten sind. Der DSV kann eine Werftklasse auch in den Status der Nationalen Klasse erheben, wie es im Fall der Varianta geschehen ist.
| Kielboote                 | Kielboote          | Kielboote          | Jollen               |
| • Acros                   | • Argo 680         | • Asso99           | • Aquila             |
| • Atlantic 23 S           | • Avance 36        | • Bavaria 35 Match | • Delphin            |
| • B/One                   | • Bavaria 42 Match | • BB10m            | • Cometino 701       |
| • Diabolo (Jollenkreuzer) | • Contention 33    | • Contessa 35      | • Diamant 2000/3000  |
| • Flying Sailor           | • Duetta 94        | • Dynamic 35       | • Esse 850           |
| • Koralle                 | • J80              | • Lacustre         | • Laser Vago         |
| • Laser 4000              | • Rommel 33        | • Streamline       | • Swan 48            |
| • Musto Skiff             | • Toucan           | • Ufo 28 oD        | • Ufo 22             |
| • Piaf                    | • Quartas          | • Blu26            | • RS K6              |
| • Trainer                 |                    | • Glen             | • Flying Cruiser S   |
|                           |                    |                    | • Niedersachsenjolle |
|                           |                    |                    | • Megin              |
(Liste unvollständig)

### Konstruktionsklassen

Open 60 Class.

Bei den Konstruktionsklassen trägt der Konstrukteur eines Bootes genauso viel zum Sieg bei einer Regatta bei wie die Crew. Zum Beispiel wird der America’s Cup durch Teams bestritten, die das eigene Schiff selbst konstruieren, bauen und es anschließend auch selbst segeln. Im Unterschied zu den Ausgleichsyachten entscheidet bei Konstruktionsklassen nur die Reihenfolge des Zieleinlaufes.

#### Konstruktionsklassen ohne Ausgleichsformel

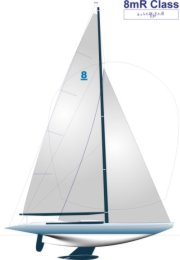
8mR Yacht.

Konstruktionsklassen ohne Ausgleichsformel (auch als Grenzmaßklasse bezeichnet) erlauben dem Konstrukteur im Rahmen gewisser Vorgaben je nach Beschaffenheit des Reglements Freiheiten. Maßgebliche Faktoren (zum Beispiel Länge, Breite, Gewicht, Segelfläche, Tiefgang, …) können dabei innerhalb vorgegebener Grenzen variiert werden.
| Kielboote            | Jollenkreuzer        | Jollen                       | Mehrrumpfboote |
| • 30-m²-Binnenkieler | • 15er Jollenkreuzer | • Z-Jolle (3 Pers.)          | • Formula 18   |
| • Open 60            | • 16er-Jollenkreuzer | • H-Jolle (2 Pers.)          | • A-Cat        |
| • Libera Class       | • 20er-Jollenkreuzer | • International 14 (2 Pers.) |                |
| • Transpac 52        | • 30er-Jollenkreuzer | • 18-Footer (3 Pers.)        |                |
|                      |                      | • Moth (1 Pers.)             |                |
Bei den Klassen Open 60, International 14, Moth und Formula 18 handelt es sich um Internationale Klassen, die Jollenkreuzer und die H-Jolle gehören zu den Nationalen Klassen, der 30er-Binnenkieler und die 20-m²-Rennjolle sind vom DSV registrierte Klassen.

#### Konstruktionsklassen mit Ausgleichsformel
Eine Sonderstellung unter den Konstruktionsklassen nehmen Bootsklassen ein, deren maßgebliche Faktoren gegeneinander verrechnet werden: ein längeres Boot muss zum Beispiel mit weniger Segelfläche auskommen. Ähnlich wie bei Ausgleichsklassen wird ein Rennwert ermittelt; unterschiedliche Boote mit gleichem Rennwert segeln dann 1:1 ohne Ausgleich gegeneinander. Siehe auch Meter-Klasse und Meterformel.
| Meter Klassen | Tonner Klassen           | America’s Cupper |
| • 2.4mR       | • Minitonner/Microtonner | • J-Klasse       |
| • 5.5mR       | • 1/8-Tonner             | • IACC - Yachten |
| • 6mR         | • 1/4-Tonner             |                  |
| • 8mR         | • 1/2-Tonner             |                  |
| • 12mR        | • 3/4-Tonner             |                  |
|               | • Eintonner              |                  |
|               | • Zweitonner             |                  |
Während die hier aufgeführten Meter-Klassen den Status Internationale Klasse genießen, tun dies die Tonnerklassen nicht mehr. Die 2.4mR-Klasse ist aktuelles Einhandboot der Paralympics. Streng genommen ist die 2.4mR-Klasse zwar Konstruktionsklasse, wird aber wie eine Einheitsklasse gehandhabt.

### Schärenkreuzer

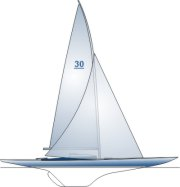
30-m²-Schärenkreuzer.

Eine weitere Sonderstellung nehmen die Schärenkreuzer ein. Bei diesen Jachten war ursprünglich lediglich die maximale Segelfläche vorgeschrieben, alles andere war freigestellt (Die Formel bestand also nur aus einem einzigen Term: Rennwert = Segelfläche). Dieser Ansatz kommt aus Skandinavien (siehe Schäre) und stellte zu den in mitteleuropäischen Ländern bevorzugten Meter-Klassen eine Alternative dar.
| Schärenkreuzer         |                                  |
| • 15-m²-Schärenkreuzer | (Traditionsklasse)               |
| • 22-m²-Schärenkreuzer | (Schwedische Nationale Klasse)   |
| • 30-m²-Schärenkreuzer | (vom DSV registrierte Klasse)    |
| • 30-m²-Tourenversion  | (bekannt als "Tourendreissiger") |
| • 40-m²-Schärenkreuzer | (Traditionsklasse)               |
| • 75-m²-Schärenkreuzer | (Traditionsklasse)               |
Aufgrund der Tatsache, dass nur die Segelfläche als maßgeblicher Faktor vermessen wurde, ergab sich die extreme Form der Schärenkreuzer: wenig Segelfläche, sehr schlanker, langer Bootsrumpf, geringe benetzte Fläche, sehr leicht (siehe Grafik).
Mittlerweile ist das Regelwerk der Schärenkreuzer aber sehr komplex geworden, da es immer wieder galt, Extrembauten zu vermeiden. Außerdem wollte man das traditionelle und für das seemännische Auge elegante Erscheinungsbild unbedingt beibehalten. Die Klassenvorschriften der Schärenkreuzer haben somit mit ihrem einfachen Ursprungsgedanken nichts mehr zu tun, vorgeschrieben sind u. a. Abmessungen, Plankenstärke, Freibord, Segelflächendefinition und Mindestverdrängung. Daher könnte man die Schärenkreuzer heute auch den Konstruktionsklassen ohne Ausgleichsformel zuordnen. Der 30-m²-Schärenkreuzer wird inzwischen auch in einer GFK-Form wie eine Einheitsklasse angeboten.

### Ausgleichsklassen

IMS-Rennjacht.

Innerhalb von Ausgleichsklassen segeln in ihrer Bauart unterschiedliche Boote gegeneinander. Schnellere Boote räumen langsamer eingestuften Gegnern eine Zeitvergütung ein. Nachteil von Ausgleichsklassen: Wer als erster ins Ziel kommt hat noch lange nicht gewonnen. Dieser Umstand ist sowohl für die Teilnehmer als auch für die Zuschauer eher unbefriedigend.

#### Moderne Ausgleichsklassen
- Bekannteste und beliebteste unter den Ausgleichformeln ist die Yardstick-Wertung. Sie ist sehr einfach, beruht auf Erfahrungswerten und wird daher gerne von regattierenden Fahrtenseglern genutzt.
- IMS (International Measurement System) ist ein komplexes wissenschaftliches Vermessungssystem und die heute aktuelle Ausgleichformel im Hochseesegeln.
- ORC-Club ist ein vereinfachtes IMS und ist vor allem für Clubregatten gedacht.

#### Historische Ausgleichsklassen
- CR-Jachten, (Internationale Cruiser-Racer-Formel) ab 1950/51
- KR-Jachten, bis in die 1970er Jahre in Deutschland die verbreitete Ausgleichsformel (zum Beispiel 7KR Kreuzer) wurde abgelöst durch die
- IOR (International Offshore Rule) Formel. Auf der Grundlage der IOR Formal wurde die heute eingesetzte ungleich komplexere IMS Formel entwickelt.

### Traditionsklassen (Altersklassen)

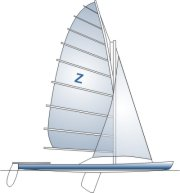
20-m²-Rennjolle, Traditionsklasse.

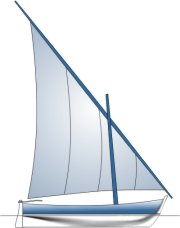
Vela Latina, trad. Segelboot (Kanarische Inseln)

Bootsklassen älterer Bauart die in der Regel nicht mehr, bzw. als Traditionsklasse, vom DSV anerkannt sind, und auch kein überregionales aktives Klassenleben mehr haben. In der Regel handelt es sich um Konstruktionsklassen.
| Meter Klassen  | Nationale Kreuzer        | Nordische- u. Seefahrtskr. | weitere Traditionsklassen     |
| • 5mR-Klasse   | • 35er-Nationale Kreuzer |                            | • J-Klasse                    |
| • 6.5mR-Klasse | • 45er Nat. Kreuzer      | (ähnliche Einteilung wie   | • Sonderklasse                |
| • 7mR-Klasse   | • 60er-Nat. Kreuzer      | Nationale Kreuzer          | • Vertenskreuzer              |
| • 10mR-Klasse  | • 75er Nat. Kreuzer      | und Schärenkreuzer)        | • Malteserkreuzer             |
| • 15mR-Klasse  | • 125er-Nat. Kreuzer     |                            | • 12-Fuß-Dingi                |
| • 19mR-Klasse  |                          |                            | • 10-m²-Rennjolle (N-Jolle)   |
| • 23mR-Klasse  |                          |                            | • 10-m²-Wanderjolle (z-Jolle) |
|                |                          |                            | • 15-m²-Rennjolle (M-Jolle)   |
|                |                          |                            | • 20-m²-Wanderjolle (E-Jolle) |
|                |                          |                            | • 20-m²-Rennjolle (Z-Jolle)   |
|                |                          |                            | • 22-m²-Rennjolle (J-Jolle)   |

(Liste unvollständig)
| Traditionelle Segelboote aus der ganzen Welt, auch ohne Klassenverbände |                                                                                  |
| • Jangada                                                               | (Traditionelles Segelfloßboot in Nordostbrasilien)                               |
| • Marinekutter                                                          | (Traditionelles in Norddeutschland verbreitetes Ausbildungsboot)                 |
| • Jugendwanderkutter                                                    | (Traditionelles in Norddeutschland verbreitetes Jugendboot)                      |
| • Kutter ZK10                                                           | (Sportgerät der ehemaligen Gesellschaft für Sport und Technik, Sektion Seesport) |
| • Lagatoi                                                               | (Traditionelles Segelboot in Papua-Neuguinea)                                    |
| • Paranzella                                                            | (Traditionelles Fischerboot in Italien)                                          |
| • Vela Latina                                                           | (Traditionelles Regattaboot mit Lateinersegel auf den Kanarischen Inseln)        |
| • Lädine                                                                | (Traditioneller Lastensegler auf dem Bodensee)                                   |
| • Gulet                                                                 | (Traditioneller türkischer Lastensegler)                                         |
| • Dschunke                                                              | (Traditioneller chinesischer Lastensegler)                                       |

(Liste unvollständig)